# Joy Mining
Joy Mining is een studioalbum van Iain Matthews uit 2008. Het Searing Quartet begeleidde hem
Het album is er een in een zeer lange reeks vanaf zijn eerste muziekalbum uit 1968. Matthews woonde al sinds enige tijd in Nederland en daar kwamen dan ook zijn albums vandaan. Bij dit album werd hij terzijde gestaan door louter Nederlandse musici. Het album bevat een moeilijk te omschrijven soort liedjes; het genre ligt bij singer-songwriter, jazz, folk en easy listening. Een andere aanduiding kan zijn; het zijn verhalen voorzien van muziek. Het album kwam tot stand door opnamen in  het CK Theater in Roermond en Leon’s Farm in Boekend in de periode april – juli 2008.

## Musici
- Iain Matthews – zang
- Egbert Derix – piano
- Peter Hermesdorf – saxofoon
- Norbert Leurs – contrabas
- Sjoerd Rutten – slagwerk en percussie

## Tracks
Allen Matthews en Derix, behalve waar aangegeven:

| Nr. | Titel                                          | Duur |
| --- | ---------------------------------------------- | ---- |
| 1.  | St. Theresa’s ghost                            | 6:09 |
| 2.  | In spite of myself                             | 7:25 |
| 3.  | Fishing                                        | 3:37 |
| 4.  | My town                                        | 6:39 |
| 5.  | Randolph Scott (Matthews, Derix, Andy Roberts) | 6:40 |
| 6.  | God eye’s view                                 | 6:23 |
| 7.  | Waves                                          | 5:31 |
| 8.  | Reservoir                                      | 5:44 |
| 9.  | The solid stuff                                | 5:48 |
| 10. | Another night in paradise                      | 6:50 |
| 11. | Shakespeares typewriter                        | 5:33 |
| 12. | 1944                                           | 6:20 |